# Zákolany
Zákolany est une commune du district de Kladno, dans la région de Bohême-Centrale, en Tchéquie. Sa population s'élevait à 571 habitants en 2020.

## Géographie
Zákolany se trouve à 12 km au nord-est de Kladno et à 20 km au nord-ouest du centre de Prague.
La commune est limitée par Blevice et Otvovice au nord, par Holubice à l'est, par Svrkyně et Libochovičky au sud, et par Dřetovice et Koleč à l'ouest.

## Histoire
La première mention écrite du village date de 1282.
|  |

Sur le territoire de la commune de Zákolany, la colline fortifiée de Budeč, fondée par l'un des premiers Přemyslides, était l'une des nombreuses fortifications aménagées par les Slaves sur des hauteurs. Étape par étape Budeč devint l'une des résidences princière des Přemyslides et l'un des centres du nouveau pays tchèque. Les plus anciens documents écrits qui mentionnent Budeč datent des Xe et XIe siècles et proviennent des légendes de saint Venceslas. Elles racontent que le prince Vratislav, qui régna de 915 à 921, envoya son fils Venceslas, futur saint patron du pays tchèque, à l'école de l'église Saint-Pierre de Budeč afin d'y apprendre le latin. Celui-ci, devenu duc, y fit emprisonner sa mère, la terrible Drahomíra. Mais à partir de la fin du Xe siècle, lorsque les Přemyslides firent du château de Prague leur résidence, Budeč commença à perdre ses fonctions militaire et administrative et déclina.

## Administration
La commune se compose de deux quartiers :
- Kováry
- Zákolany